# Grinnell (Kansas)
Pour les articles homonymes, voir Grinnell.
La ville de Grinnell est située dans le comté de Gove, dans l’État du Kansas, aux États-Unis. Sa population s’élevait à 259 habitants lors du recensement de 2010, estimée à 238 habitants en 2016.

## Histoire
Grinnell a été nommée d’après l’homme d’affaires Moses Hicks Grinnell.
Le premier journal de Grinnell était le Golden Belt, en 1885.

## Source
- (en) Cet article est partiellement ou en totalité issu de l’article de Wikipédia en anglais intitulé « Grinnell, Kansas » (voir la liste des auteurs).

1. ↑  Heim, Michael, Exploring Kansas Highways : Trip Trivia, 2007, 29 p. (ISBN 978-0-9744358-8-6, lire en ligne).
2. ↑  Blackmar, Frank Wilson, Kansas : A Cyclopedia of State History, Embracing Events, Institutions, Industries, Counties, Cities, Towns, Prominent Persons, Etc., Standard Publishing Company, 1912, 797 p. (lire en ligne).